# Nyceryx
Nyceryx este un gen de molii din familia Sphingidae. 

## Specii
- Nyceryx alophus (Boisduval, 1875)
- Nyceryx brevis Becker, 2001
- Nyceryx coffaeae (Walker, 1856)
- Nyceryx continua (Walker, 1856)
- Nyceryx draudti Gehlen, 1926
- Nyceryx ericea (Druce, 1888)
- Nyceryx eximia Rothschild & Jordan, 1916
- Nyceryx fernandezi Haxaire & Cadiou, 1999
- Nyceryx furtadoi Haxaire, 1996
- Nyceryx hyposticta (R Felder, 1874)
- Nyceryx janzeni Haxaire, 2005
- Nyceryx lunaris Jordan, 1912
- Nyceryx magna (R Felder, 1874)
- Nyceryx maxwelli (Rothschild, 1896)
- Nyceryx mielkei Haxaire, 2009
- Nyceryx nephus (Boisduval, 1875)
- Nyceryx nictitans (Boisduval, 1875)
- Nyceryx riscus (Schaus, 1890)
- Nyceryx stuarti (Rothschild, 1894)
- Nyceryx tacita (Druce, 1888)
- Nephele vau (Walker, 1856)
- Nephele xylina Rothschild & Jordan, 1910

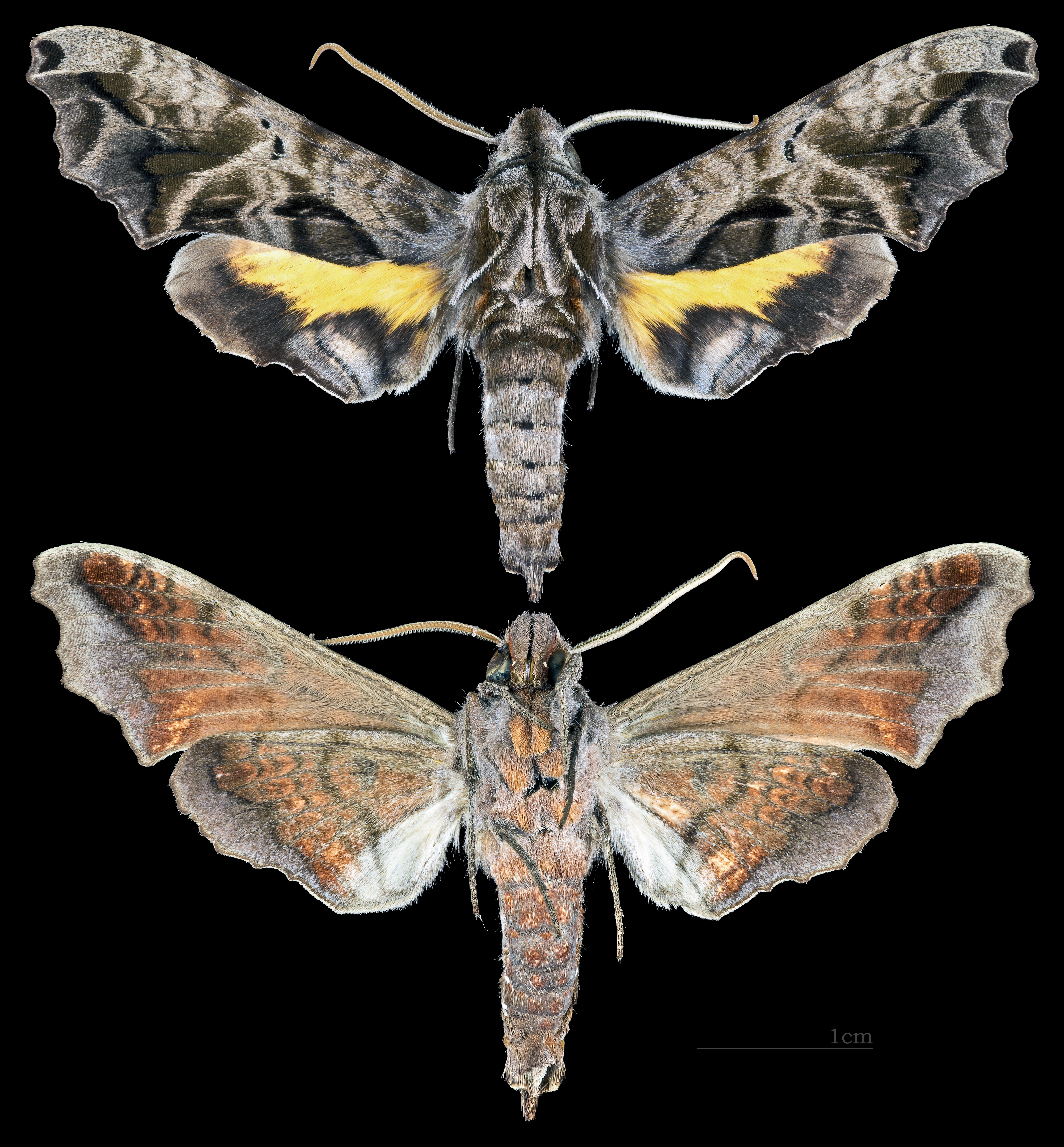
Nyceryx alophus
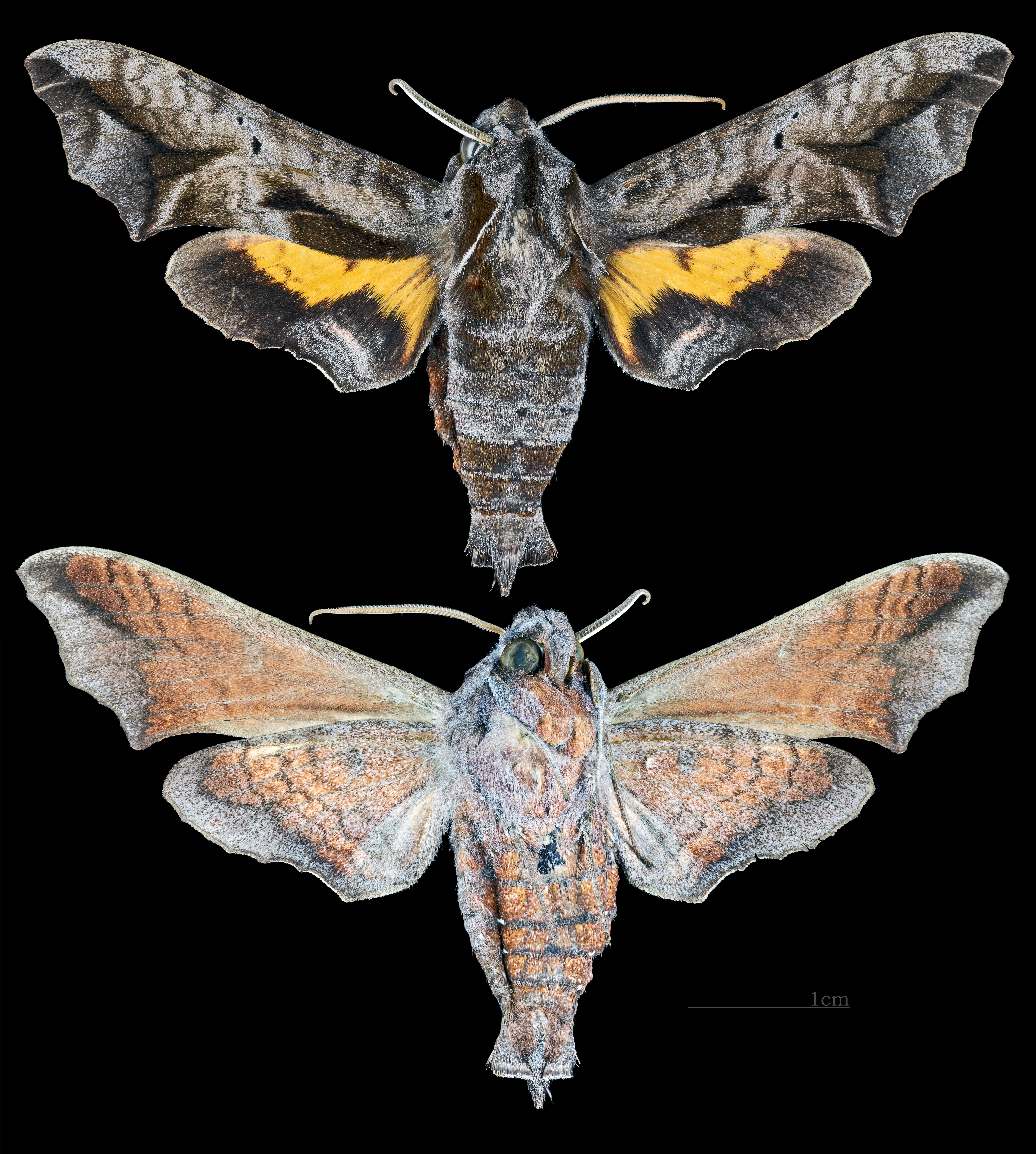
Nyceryx continua
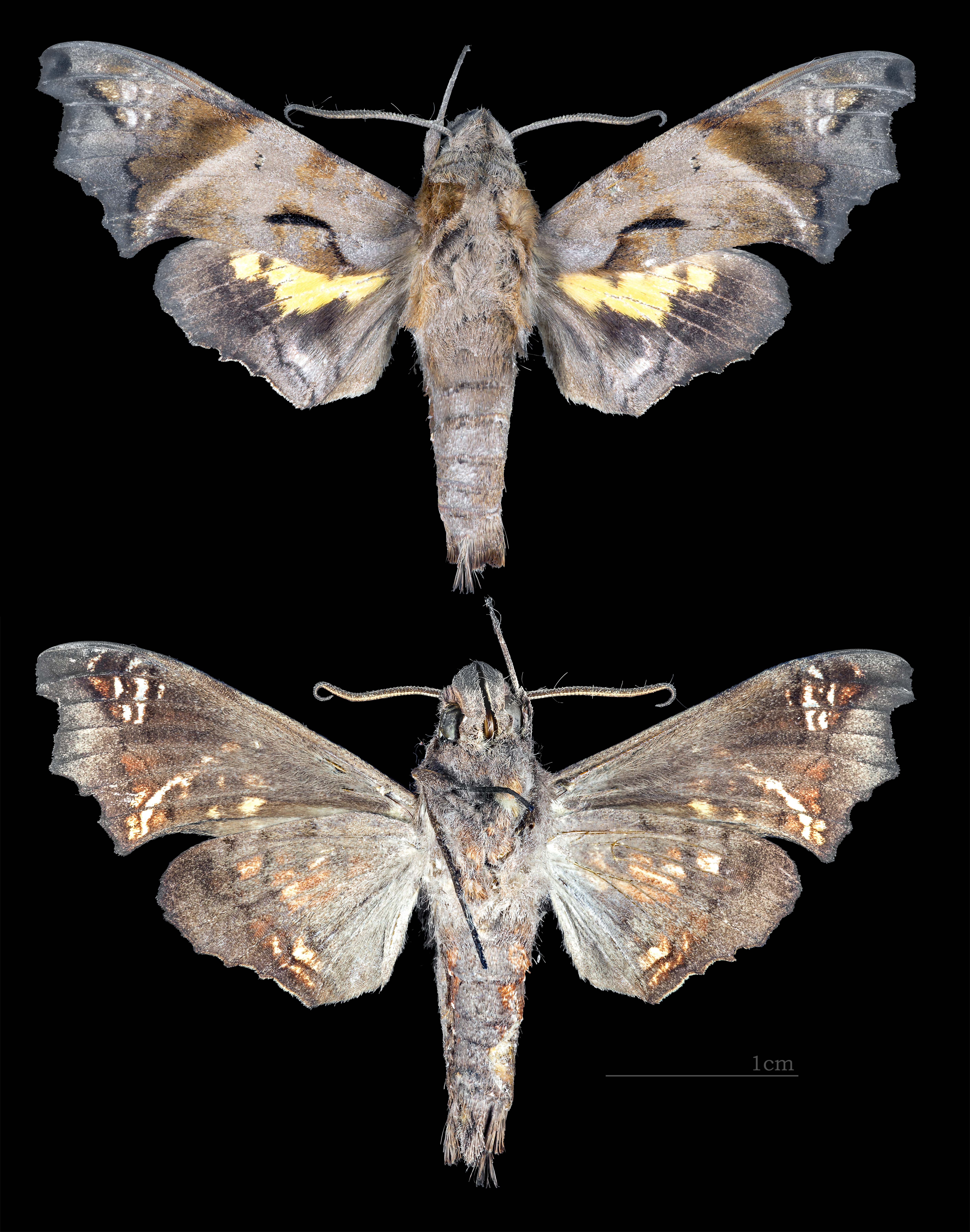
Nyceryx ericea
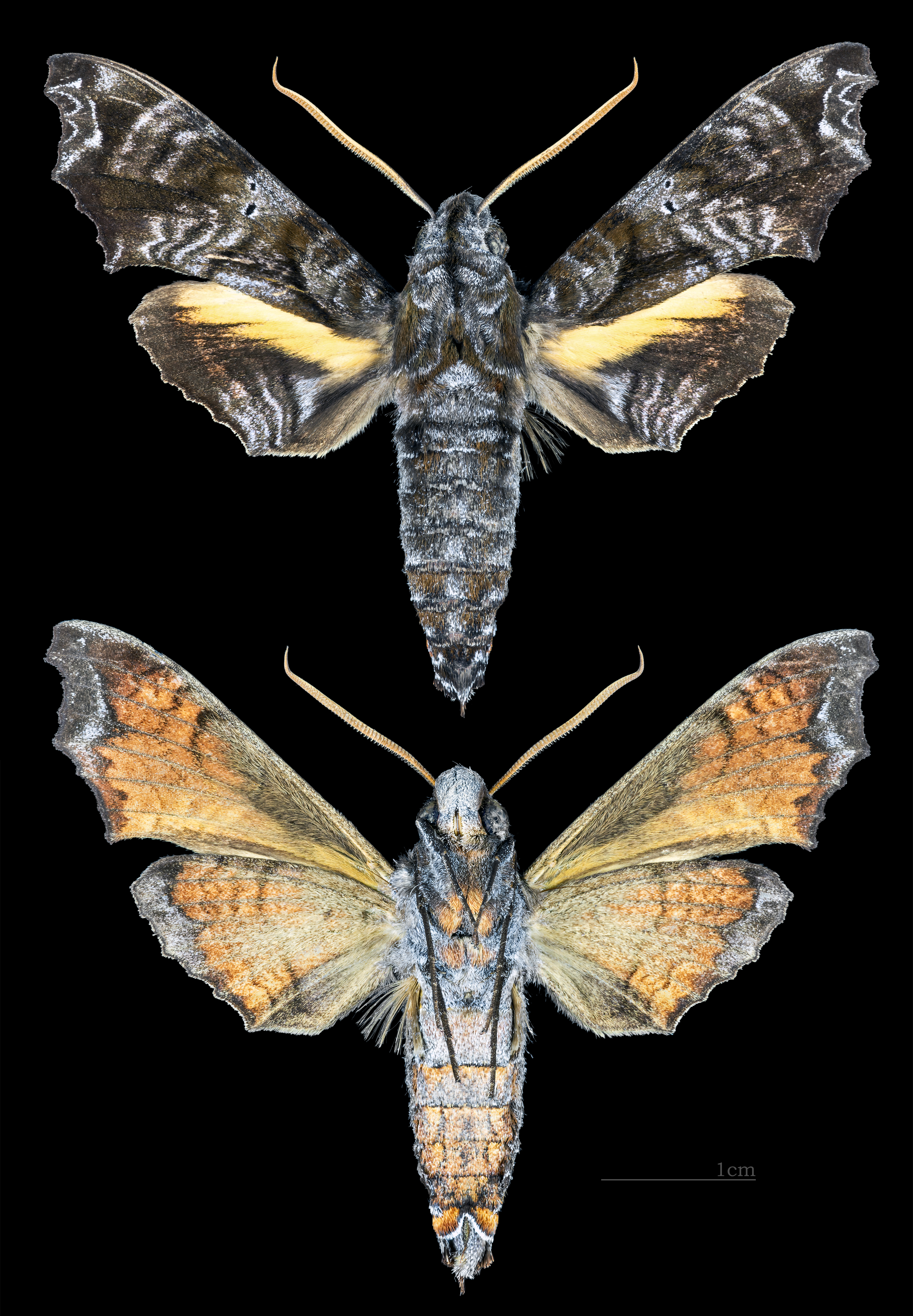
Nyceryx eximia
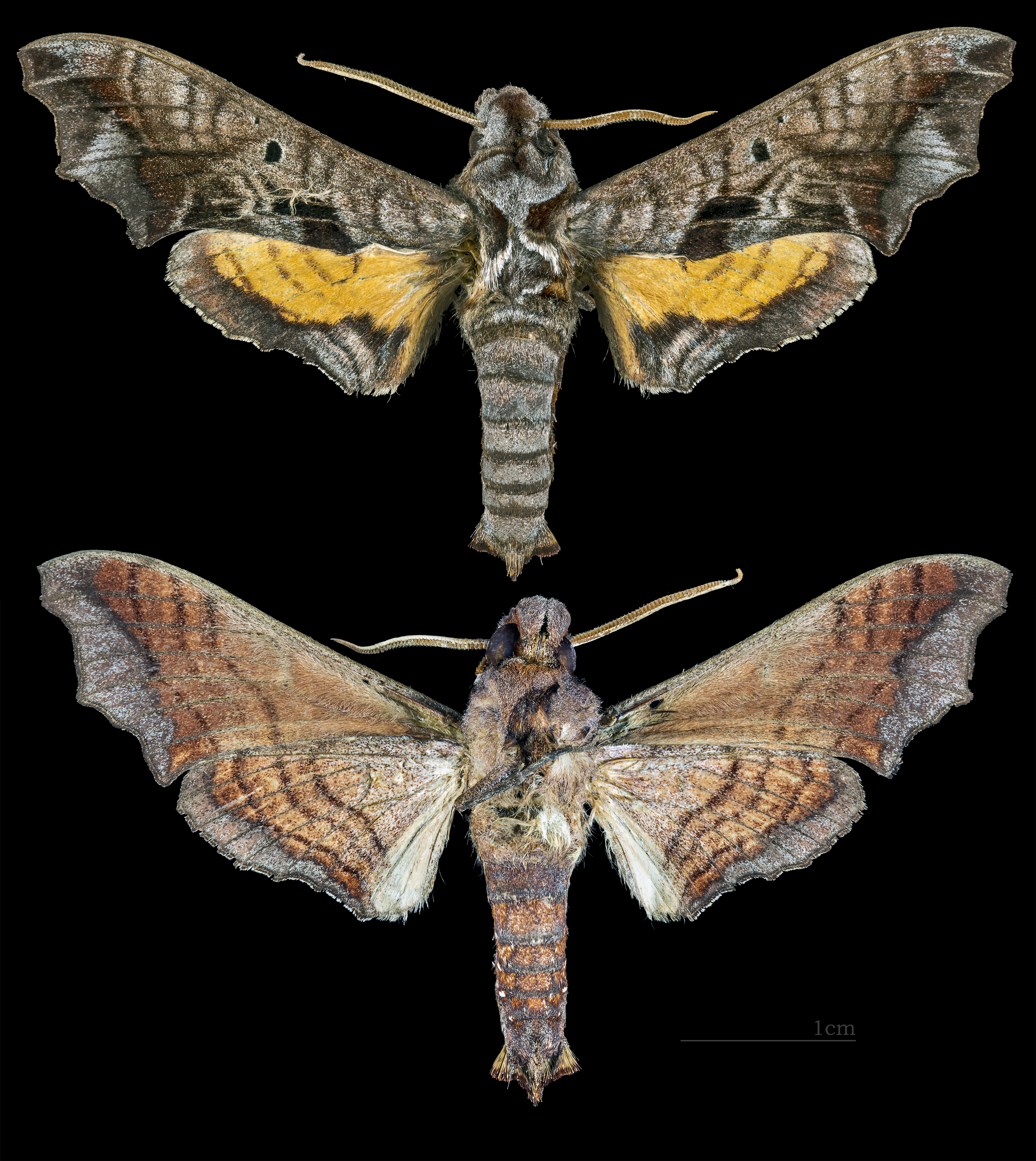
Nyceryx furtadoi
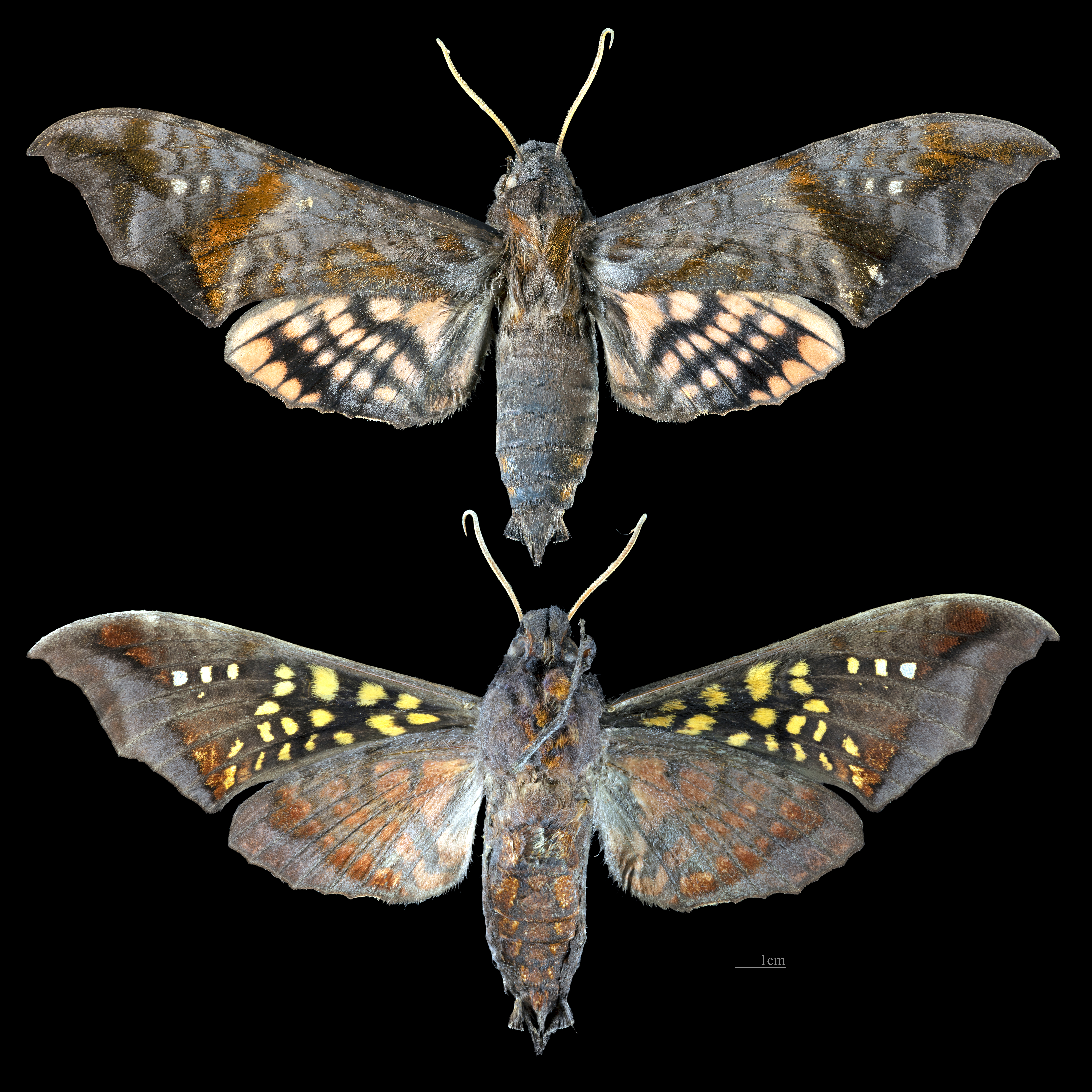
Nyceryx hyposticta
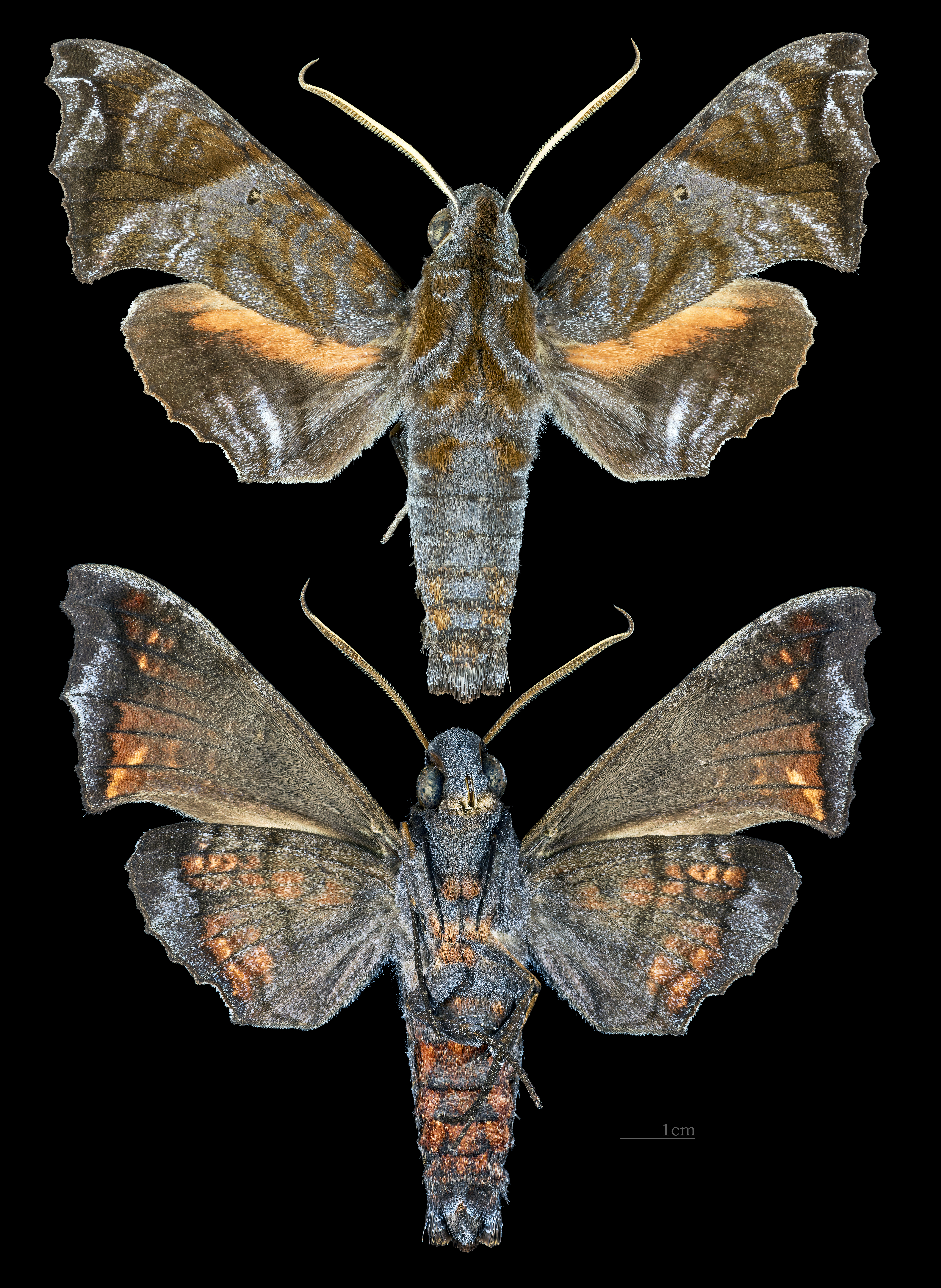
Nyceryx magna
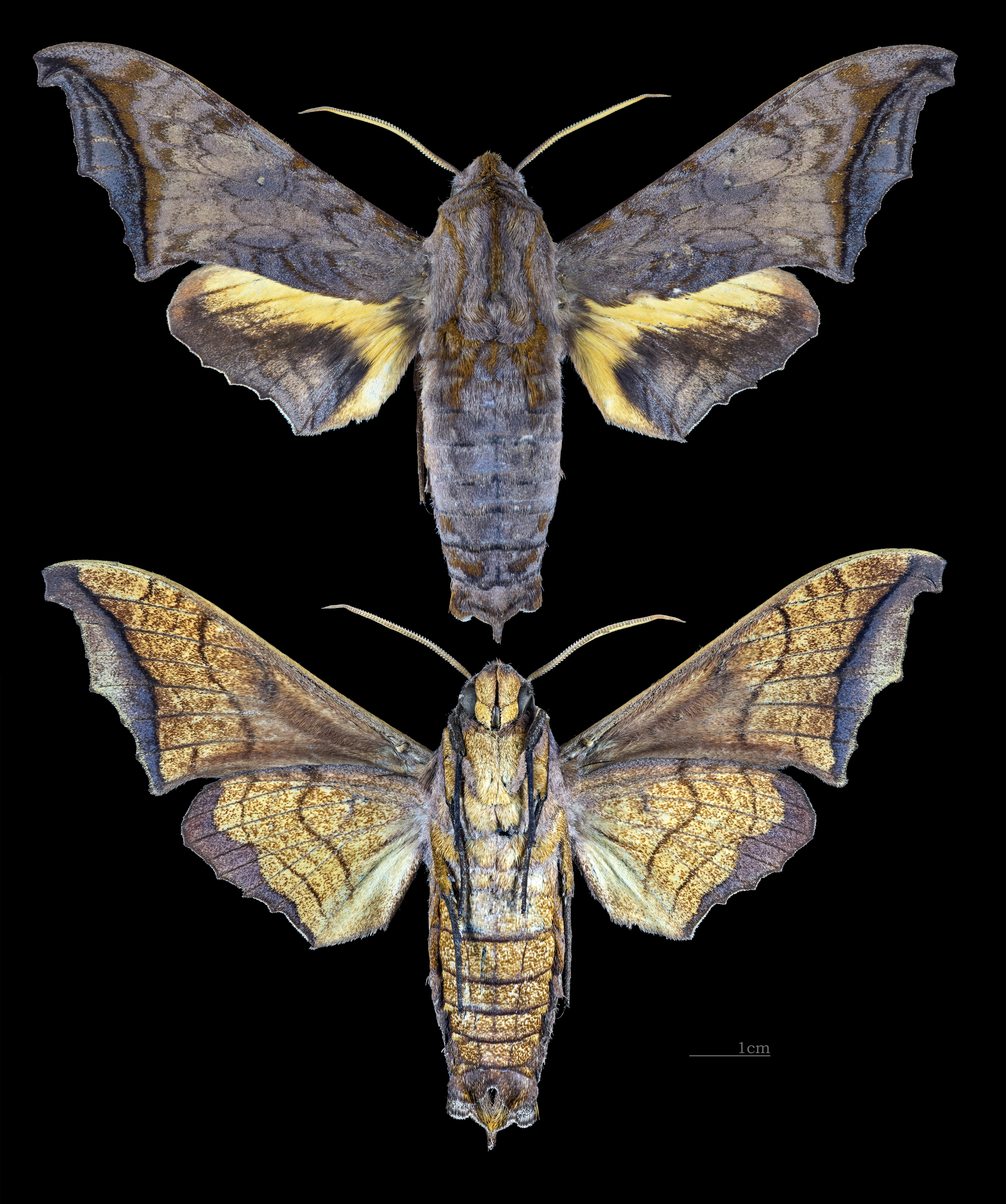
Nyceryx riscus
Nyceryx stuarti
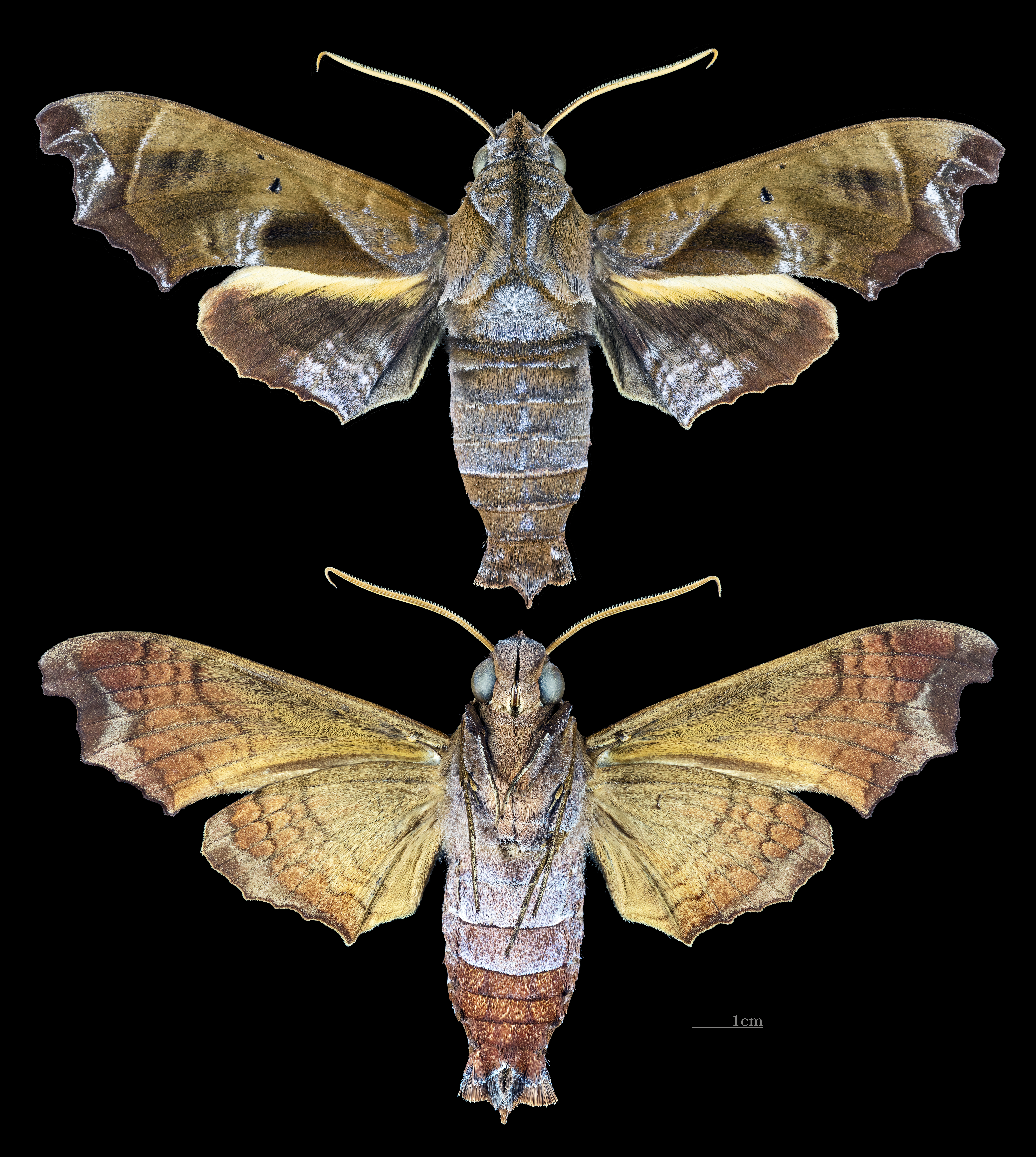
Nyceryx tacita